# Arthrocarpum gracile
Arthrocarpum gracile är en ärtväxtart som beskrevs av Isaac Bayley Balfour. Arthrocarpum gracile ingår i släktet Arthrocarpum och familjen ärtväxter. Inga underarter finns listade i Catalogue of Life.